# 조유리
조유리(曺柔理, 2001년 10월 22일~)는 대한민국의 가수이자 배우이다. 부산광역시에서 출생하고 자라며 음악에 흥미를 가진 것으로 알려졌다. 중학교를 재학할 시절 합창단 활동을 하며 본격적으로 가수의 꿈을 가진 것으로 알려졌고 고등학교를 잠시 재학할 때 연극부 활동을 하며 배우에 관심을 갖게 되었다.
오디션 프로그램 《아이돌학교》 출연을 계기로 스톤뮤직 엔터테인먼트에 연습생으로 캐스팅 되어 또 다른 오디션 프로그램인 《PRODUCE 48》을 통해 프로젝트 걸 그룹 아이즈원의 메인 보컬로 데뷔했다. 2021년 4월 29일, 아이즈원 활동을 마치고 싱글 음반 "가을 상자", "GLASSY" 등을 발표하며 2021년 10월 7일, 솔로 가수로 데뷔했다.
2022년, 하이틴 웹드라마 《미미쿠스》의 주연으로 캐스팅되어 배우로 데뷔한 것을 시작으로, 2024년 《오징어 게임 2》 등에 출연하며 작품 활동을 전개하고 있다.

## 생애

### 2001년~2017년: 생애 초기
조유리는 2001년 10월 22일 부산광역시 남구에서 출생하였다. 어렸을 때부터 음악에 흥미가 있어 7살 때부터 피아노를 배운 것으로 알려졌다. 문현초등학교 재학 즈음 피아노 연주자의 꿈을 가졌으나 모종의 이유로 그만두게 되었고, 해연중학교 재학 시절 합창단 활동을 하며 가수의 꿈을 가지게 된 것으로 알려졌다. 또한 문현여자고등학교를 잠시 재학할 당시 교내 연극부 활동을 했던 것으로 알려졌다.

### 2017년~2018년: 연습생
조유리는 2017년, 개인 연습생 대상으로 열린 엠넷의 걸 그룹 선발 프로그램 《아이돌학교》에 참가했다. 출연 당시, 위키미키의 최유정과 닮은 요소 등으로 소소한 화제를 일으켰으나, 15위로 최종 선발에서 탈락, fromis_9 데뷔에 실패한다.
《아이돌학교》 출연 이후 문현여자고등학교를 중퇴하여 스톤뮤직 엔터테인먼트에 입사하여 약 9개월 간 정식으로 아이돌 연습생으로서 훈련을 받게 된다. 이 과정에서 함께 연습생으로 캐스팅된 이해인, 이시안, 배은영과 나띠 등과 아이돌학교 1반이라는 유닛 명칭으로 2017년 엠넷 아시안 뮤직 어워드에서 'PICK ME' 등의 공연에 참여한 바 있다고 알려졌다.
2018년, 엠넷에서 주관한 서바이벌 오디션 프로그램 《PRODUCE 48》에 출연했다. 보컬적인 면모를 강조하며 두각을 드러냈다. 이윽고 최종 순위 3위를 달성, 데뷔 인원 12명에 포함되어 대한민국 · 일본 합작 프로젝트 걸 그룹 아이즈원의 구성원이 되며 데뷔했다.

### 2018년~2021년: 아이즈원의 일원

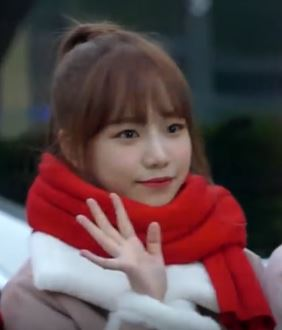
KBS 《뮤직뱅크》에 출근하는 조유리(2018년)

조유리는 《PRODUCE 48》에서 데뷔조에 들어 2018년 8월, 아이즈원으로 데뷔하게 된다. 오디션 프로그램 진행 중 드러낸 보컬리스트의 면모를 바탕으로 그룹 내 메인보컬 포지션을 맡게 되었다.
이어 2018년 KBS 쿨FM 《문희준의 뮤직쇼》, 《악동뮤지션 이수현의 볼륨을 높여요》 등 라디오 프로그램에 출연하여 보컬 기량을 대중에게 알리는 데 집중했다. 《PRODUCE 48》의 화제성이 더해져 아이돌 걸그룹 개인 브랜드 평판 14위에 오르기도 하였다. 더하여 일본 후지 TV의 《2018 FNS 가요제》와 이듬해 발표된 AKB48의 싱글 "지와루 DAYS"에서 선보인 '필요성'(일본어: 必然性) 음원을 녹음한 프로젝트 유닛 IZ4648에 권은비, 미야와키 사쿠라, 야부키 나코, 장원영, 혼다 히토미와 함께 참여했다.
한편, 2019년 5월경 출연중인 아이즈원의 리얼리티 프로그램 《IZ*ONE 에너지 캠》에서 작곡과 작사에 도전하고 있다는 사실을 공개했다. 이는 2020년 2월 17일 발매된 아이즈원의 첫 번째 정규 음반 "BLOOM*IZ"에 수록된 '언젠가 우리의 밤도 지나가겠죠'로 결실을 맺는다. '언젠가 우리의 밤도 지나가겠죠'는 아이즈원 전원이 부른 것이 아니라, 소위 '조유리즈'라고 불리는 조유리와 최예나, 김채원만이 음원 녹음에 참여하여 의미가 깊은 곡이라고 스톤뮤직 엔터테인먼트는 설명하고 있다.
2020년 5월, 《미스터리 음악쇼 복면가왕》 128차 경연에 참여하여 각 라운드마다 베이시스의 '좋은 사람 있으면 소개시켜줘', 정인의 '장마'와 브라운 아이드 소울의 'Brown City'를 가창하여 준우승이라는 성적을 거두었다. 이 방송에서 조유리의 노래를 감상한 윤상은 "타고난 감성이 있다."며 호평했다. 이어 2020년 9월, SBS 월화드라마 《브람스를 좋아하세요?》의 사운드트랙에 참여하여 'My Love'를 가창·발매했다. 이는 조유리 개인의 첫 단독 음원이자, 아이즈원 멤버 중 최초의 단독 음원 발매이다.
2021년 2월, 펩시 음료의 광고 활동으로 발매된 "ZERO:ATTITUDE" 음반에 아이즈원의 권은비, 김민주, 미야와키 사쿠라와 장원영 등과 함께 참여했다. 마침내 2021년 4월 29일, 아이즈원의 해체가 결정되면서 마지막 온라인 단독 콘서트인 《One, The Story》 참가를 끝으로 활동을 휴식한다. 한편, 조유리는 2021년 5월경 CJ ENM의 레이블 정비 계획에 따라 정비된 웨이크원으로 소속사를 이적한 것으로 확인되고 있다.

### 2021년~2024년: 홀로서기

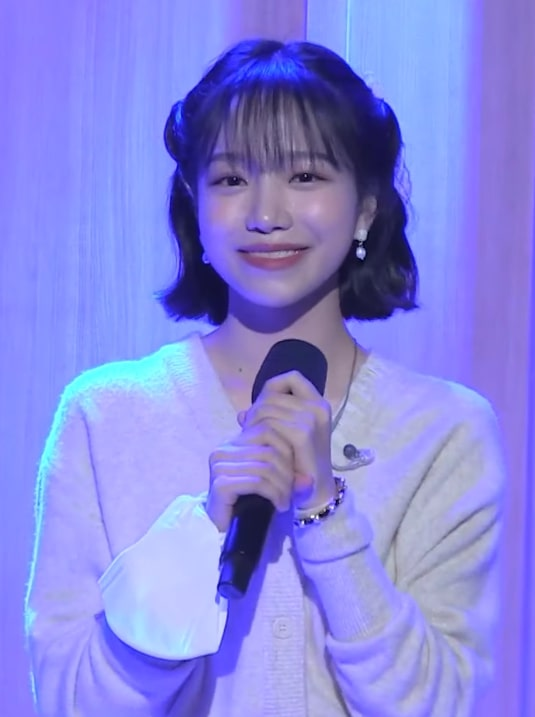
SBS 《두시탈출 컬투쇼》에 출연한 조유리(2021년)

2021년 4월 아이즈원 활동을 공식적으로 마무리한 조유리는 솔로 가수로서 첫 활동을 사운드 트랙 녹음으로 시작했다. 2021년 6월, 조유리의 공식적인 두 번째 사운드 트랙으로 'STORY OF US'가 발매되었다. JTBC의 드라마 《월간 집》의 사운드 트랙이며, 극중 로맨틱한 느낌을 조유리의 목소리가 잘 표현해낸 것이 특징이다. 한편, 2021년 8월말부터 각종 소셜 미디어 계정을 개설하고, 휴식을 끝내고 활동 재개를 알렸다. 아이즈원으로 함께 있었던 가수 최예나가 진행하는 OTT 예능 《예나는 동물탐정》에 게스트로 출연하며 공식 일정을 시작했다.
2021년 9월 23일, 디지털 싱글 "가을 상자"를 발매하며 본격적인 솔로 가수 행보에 올랐다. 이석훈과의 듀엣으로, 가을의 감성적인 분위기를 드러내는 발라드풍 음원으로 알려졌다. 이후 같은 해 10월 7일, 첫 번째 싱글 음반 "GLASSY"를 발매했다. 싱글 음반으로, 타이틀 곡인 'GLASSY' 외에 'Express Moon'과 '가을 상자 (with 이석훈)' 등이 수록된 것으로 알려졌다. 이 날 《GLASSY 쇼케이스》를 개최하며 팬클럽 이름을 'GLASSY'로 명명하였다. 이어 첫 번째 실물 음반인 "GLASSY"가 발매일부터 약 1주일 간 75,000여장 판매 집계되었다. 2021년 기준, 이 기록은 역대 여성 솔로 가수 중 9위에 해당하는 기록으로, 솔로 가수로서 성공적인 첫 발을 내디뎠다고 평가받았다.
"GLASSY" 활동 종료 이후인 2021년 유엔참전용사 국제추모의 날 행사에 참여하여 존 레논의 'Imagine'을 가창하고, 12월 20일, 농림축산식품부 등이 주도하는 '부케챌린지'에 참여하여 핑클의 '화이트'를 가창하는 등 공익 목적의 무대 공연 활동이 이어지고 있다.
2022년 3월, 플레이리스트 제작 예정 드라마를 발표하며, 《미미쿠스》의 주연 오로시 역에 캐스팅되었다는 사실이 알려졌다. 이는 조유리의 첫 연기자 활동으로, 고등학교 등이 배경이 되는 청소년 드라마 작품에서 아이돌 배역을 연기하는 것으로 알려졌다.
"GLASSY" 음반 발매 후 약 8개월만인 2022년 6월 2일, 첫 번째 미니 음반 "Op.22 Y-Waltz : in Major"를 발매했다. 음반에는 타이틀곡 '러브 쉿!', 자작곡인 'Opening' 등 5곡이 수록된 것으로 알려졌다. 레코드 레이블인 웨이크원 등은, "〈2022 조유리 무곡집 시리즈〉의 시작인 음반"이라고 설명한 바 있다. "Op.22 Y-Waltz : in Major"를 발매한 이후인 6월 7일, SBS MTV 등에서 방영하는 음악 방송 《더 쇼》에서 타이틀 곡 '러브 쉿!'이 《더 쇼》 초이스 수상곡으로 선정되며 솔로 가수 데뷔 이후 첫 음악방송 1위를 달성했다. 이어 "Op.22 Y-Waltz : in Major" 음반 활동을 마치고 내달인 7월 22일부터 공개될 웹드라마 《미미쿠스》 사전 홍보 활동으로 SBS 파워FM의 라디오 프로그램 《배성재의 텐》, 《영스트리트》 등에 woo!ah!의 나나와 출연하고 있다.
2022년 8월, 엔씨소프트의 팬베이스 엔터테인먼트 서비스 유니버스와 협업하여 디지털 싱글 "모를 수도 있지만"을 발매했다. 이어서 2022년 9월, KBS 2TV 드라마 《법대로 사랑하라》의 사운드트랙 음원 '내 마음을 느끼나요'를 발매했다.
2022년 10월 24일, 마지막 싱글 음반인 "GLASSY" 발매 약 1년, 마지막 음악 활동 음반인 EP "Op.22 Y-Waltz : in Major" 발표 약 4개월만에 싱글 "Op.22 Y-Waltz : in Minor"를 발매한다. 타이틀 곡은 'Loveable'로 알려졌으며, 지난 EP "Op.22 Y-Waltz : in Major" 발매로 시작된 〈조유리 2022 무곡집 시리즈〉를 마무리하는 음반으로 알려졌다.
2022년 11월, 대한민국 서울특별시에서 단독 팬미팅을 개최하고, 이어 12월에 일본 도쿄도에서 팬미팅을 가졌다. 이어 12월 23일, 넷플릭스에서 방영되는 드라마 《더 패뷸러스》의 사운드트랙에 참여하여 시도와 공동 명의의 디지털 사운드트랙 싱글을 발매하였다.
2023년 1월 6일, OTT 드라마 《술꾼도시여자들 2》의 사운드트랙에 참여하여 'Drink it, Girls!'를 녹음하여 공개하였다. 이어 5월 24일, 립톤의 모델로 공동 발탁된 배우 채수빈과 함께 디지털 싱글 'Yellow Circle'을 가창하여 발매하였다. 7월 2일, tvN에 방영된 드라마 《이번 생도 잘 부탁해》의 사운드트랙에 참여하여 'DOWN (Juicy Juicy)'를 발매하였다.
2022년 네이버 나우 웹드라마 《미미쿠스》의 주연으로 배우 활동을 시작한 이래 넷플릭스 시리즈 《오징어 게임 2》에 캐스팅이 확정되어 조유리가 첫 정극연기 도전에 나선다.
2023년 8월, 웨이크원 등을 통해 두 번째 EP "LOVE ALL"을 발매하였다. 타이틀 곡은 'TAXI'로 알려졌다. 이어 SBS MTV 등에서 방영하는 음악 방송 《더 쇼》에서 타이틀 곡 'TAXI'가 《더 쇼》 초이스 수상곡으로 선정되며 '러브 쉿!' 이후 두 번째 음악방송 1위를 달성했다. 이어 8월 29일, tvN 월화 드라마 《소용없어 거짓말》의 다섯 번째 사운드트랙 'Luv Luv Luv'를 보이 그룹 제로베이스원의 성한빈과 함께 가창하여 발표했다.
2024년 7월, 동명의 웹툰을 원작으로 하는 애니메이션 《여신강림》의 여는 곡 'My Highlights'와 역시 동명의 웹툰을 원작으로 하는 tvN 토일 드라마 《정년이》의 사운드트랙 '봄날은 간다'를 커버 및 가창하여 10월에 발매했다.

### 2024년~현재: 넷플릭스와 배우 겸업
조유리는 2024년 넷플릭스 시리즈 《오징어 게임 2》의 주연급 배역인 김준희 역을 연기하며, 정극 연기자로서 주목을 받고 있다는 평가가 있다. 특히 배역에 대한 표현력 등에 대하여 호평이 있으며, 해외에 조유리의 이름을 알렸다고 알려져 있다. 이러한 활약을 인정 받아 태국에서 개최된 아시아 아티스트 어워즈에서 배우 부문 후보로 초청받아 수상하기도 했다.
2025년 7월 7일, 선공개 싱글 "개와 고양이의 시간"을 발매하였고, 이어 14일, 세 번째 EP "Episode 25"를 발매하였다.

## 학력
- 문현초등학교(2014년, 졸업)
- 해연중학교(2017년, 졸업)
- 문현여자고등학교(2017년, 중퇴)

## 음악가적 기량
조유리는 대한민국 여성 아이돌 중 보컬리스트의 성향이 두드러지는 가수 중 하나이다. 서바이벌 오디션 프로그램을 진행하며 그 성향이 두드러지게 나타나는데, 《아이돌학교》 출연 당시에는 별다른 주목을 받지 못했으나, 《PRODUCE 48》에서 그 기질이 크게 드러난다. 2018년 6월 15일 방영된 《PRODUCE 48》에서 가수 이석훈에게 안정적인 음정과 보컬로 찬사를 받기도 했다. 조유리는 《PRODUCE 48》의 경연곡인 '너에게 닿기를' 음원을 가녹음하는 상황에서, 작곡가 이상호에게 음원의 후반부 애드리브 가창을 파워풀하게 처리한 부분에 대하여 칭찬을 받은 부분이 방송을 타기도 했다. 
한편, 아이즈원으로 활동하며 음반의 타이틀 음원인 '비올레타'와 '피에스타', 수록곡인 '오 솔레 미오', 'OPEN YOUR EYES' 등에서 후렴 애드리브 가창을 담당하는 모습을 보이며 '아이즈원의 메인보컬'이라는 수식어로 불린 바 있다. 이를 두고 《이즘》의 정연경은 조유리의 보컬에 대하여 "파워풀한 보컬"이라고 평하며, 아이즈원의 노래에서 기둥이 될 수 있었다고 평한 바 있으며, 임선희 역시 "탄탄하고 무게감 있는 보컬을 가지고" 있다면서 호평한 바 있다.
조유리의 음색 역시 개성이 강한 것으로 회자되는데, 특유의 개성적인 목소리에서 나오는 음색으로 높은 평가를 받는 경우가 있다. 2020년 5월 24일, 조유리의 가창을 들은 유영석은 "좋은 음색을 가지면서도 넓은 음역대를 가지고 있다"고 평한 바 있다. 실제로 이러한 넓은 음역대를 활용하여 아이즈원 데뷔 음반의 타이틀 음원인 '라비앙로즈 (La Vie en Rose)'에서 고음 애드리브 파트와 저음 코러스 부분 가창 모두에 참여한 것으로 알려졌다. 한편, 작곡가이자 가수인 윤상 역시 조유리가 가창한 정인 원곡의 '장마'를 듣고 "호흡을 활용한 감정 표현이 좋다."며, 타고난 감성이 가창에 좋은 영향을 미치고 있다고 평했다.
조유리는 또한 '언젠가 우리의 밤도 지나가겠죠'와 'Opening' 등의 음원의 단독 작사, 공동 작곡을 맡으며 싱어송라이터로서의 면모도 보여준 바 있다.

### 영향
조유리는 데뷔 이후 백예린, 아이유와 소녀시대의 태연 등을 존경한다고 언급한 바 있다. 특히 백예린의 'Bye bye my blue' 음원과 빌보드 코리와와의 인터뷰에서는 태연의 'I' 음원 등을 언급하며, "지금 플레이리스트 1순위다."라고 소개한 바 있다. 이 외에도 MBC의 《쇼챔피언》 방송에서 써드아이의 리더인 유지에게 팬심을 드러내며 "존경하고, 친해졌으면 좋겠다."고 밝힌 바 있다.
특히 2022년 "Op.22 Y-Waltz : in Major"를 발매하며, 가수 백예린의 오랜 팬이자, 자신의 롤모델이라고 밝히면서 "모든 장르를 소화할 수 있는 올라운더가 되는 것이 목표"라는 포부도 밝힌 바 있다.

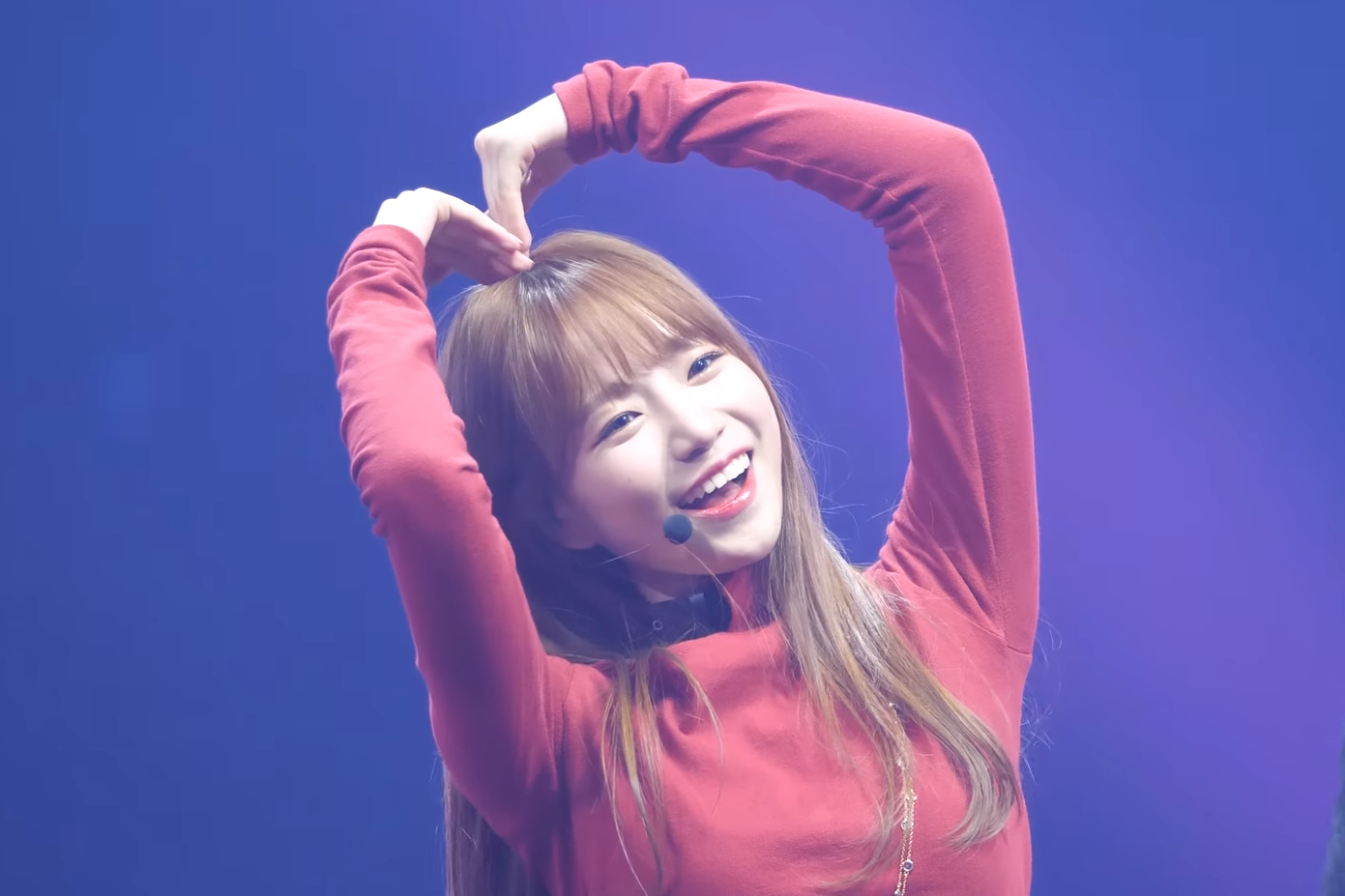
아이즈원 활동 당시의 조유리(2018년)

조유리는 또한 솔로 가수로 데뷔한 이후 아이즈원에서 활동한 경험이 좋은 영향력을 미쳤다고 언급한 바 있다. 2021년 10월 7일 개최된 조유리의 싱글 "GLASSY" 쇼케이스에서, "값진 경험이었고, 좋은 기억으로 남아있다."면서, "더 많이 노래 부르고 더 많은 활동을 하고 팬들을 만날 수 있었고, 부족하지만 많이 성장할 수 있는 기회였다."면서 아이즈원 활동 시절을 회상했다. 한편 잡지 《퍼스트룩》과의 인터뷰에서 다음과 같이 아이즈원 활동을 회고한 바 있다.
| “ | (아이즈원) 멤버들 그리고 팬들과 함께하면서 정말 행복했어요. 그동안 저라는 사람도 많이 발전했다고 생각하고요. 없어선 안될 귀중한 시간이었죠. | ” |
|   | — 조유리, 《퍼스트룩》 226호 인터뷰 |   |

## 광고와 자선 활동

### 광고
조유리는 2021년 솔로 아티스트 활동을 시작하며 올리브영의 화장품 라인 컬러그램의 글로벌 뮤즈로 선정되며 단독 광고 모델로 선정되었다. 2022년, 소셜 미디어인 싸이월드의 첫 컬래버 아티스트로 선정된 것을 시작으로, 로지텍의 G 시리즈 브랜드 모델 활동을 펼친 바 있다. 또한 교보문고의 소프트웨어 창작의날씨 광고의 일환으로 희극인 이상준, 김해준과 성우 김윤채와 함께 웹예능 제작에 함께하였고, 가수 츄와 함께 넥슨 코리아의 게임 서든어택에 컬래버 아티스트로 선정되기도 하였다.
2023년, 음료 브랜드 립톤의 광고 모델로 배우 채수빈과 공동으로 선정되었고, 유튜버 슈카월드와 함께 매드엔진의 게임 나이트 크로우의 광고 모델로 발탁되었다.

### 자선 활동
조유리는 자신의 아티스트 영향력을 바탕으로 소소한 자선 활동을 이어가고 있다. 2021년 대한민국 국가보훈처에서 실시하는 유엔참전용사 국제추모의 날 공익 광고 모델 중 하나로 참여하였고, 유엔참전용사 국제추모의 날 행사 당시 평화를 상징하는 노래 중 하나인 'Imagine' 을 가창하는 활동이 전파를 탔다. 2022년, 조유리는 취약계층 아동과 청소년에게 자신의 소속사인 웨이크원의 모기업인 CJ 그룹 등을 통하여 문화관람 티켓을 배부하는 등 문화 취약 계층을 위한 기여도 하고 있는 것으로 알려졌다.

## 작품 목록

### 드라마
| 연도 | 방송사      | 제목             | 배역   | 비고      |
| ---- | ----------- | ---------------- | ------ | --------- |
| 2022 | 네이버 나우 | 미미쿠스         | 오로시 | 웹드라마  |
| 2022 | TVING       | 술꾼도시여자들 2 | 시은   | 특별 출연 |
| 2024 | 넷플릭스    | 오징어 게임 2    | 김준희 |           |
| 2025 | 넷플릭스    | 오징어 게임 3    | 김준희 |           |
| 2026 | SBS         | 버라이어티       |        | 발표 예정 |

### 방송
| 연도 | 방송사     | 제목                                                  | 날짜               | 역할      | 비고       |
| ---- | ---------- | ----------------------------------------------------- | ------------------ | --------- | ---------- |
| 2017 | Mnet       | 아이돌학교                                            | 7월 13일~9월 29일  | 연습생    | 15위(탈락) |
| 2018 | Mnet       | PRODUCE 48                                            | 6월 15일~8월 31일  | 연습생    | 3위(데뷔)  |
| 2020 | MBC        | 미스터리 음악쇼 복면가왕                              | 5월 17일~5월 24일  | 참가자    | 준우승     |
| 2020 | SBS        | 2020 슈퍼 온택트                                      | 10월 4일           | 뮤지션    | [ 주 1 ]   |
| 2021 | 아리랑 TV  | After School Club                                     | 10월 20일          | 게스트    |            |
| 2021 | KTV        | 생방송 대한민국 1부 (유엔참전용사 국제추모의 날 행사) | 11월 11일          | 뮤지션    | [ 주 2 ]   |
| 2022 | Mnet       | 너의 목소리가 보여                                    | 3월 19일           | 판정단    |            |
| 2022 | MBC        | 쇼! 음악중심                                          | 6월 4일            | 스페셜 MC | [ 80 ]     |
| 2022 | KBS2       | 코리아 온 스테이지                                    | 8월 13일           | 뮤지션    | [ 81 ]     |
| 2022 | MBC        | 2022 추석특집 아이돌스타 선수권대회                   | 9월 9일~9월 12일   | 참가자    | [ 82 ]     |
| 2022 | JTBC       | 뮤직 유니버스 K-909                                   | 11월 12일          | 뮤지션    | [ 83 ]     |
| 2023 | ytv        | Mnet Japan Winter Party Day 4 - JO YURI               | 1월 26일           | 진행      | [ 84 ]     |
| 2023 | ytv        | 카미오토 밤(일본어: カミオト夜)                       | 1월 27일           | 게스트    |            |
| 2023 | Mnet JAPAN | Mnet Japan Winter Party Day 4 - JO YURI               | 2월 25일           | 진행      | [ 85 ]     |
| 2023 | Mnet       | 걸스 나잇 아웃                                        | 5월 29일           | 게스트    | [ 86 ]     |
| 2023 | JTBC       | 한문철의 블랙박스 리뷰                                | 9월 14일           | 게스트    | [ 87 ]     |
| 2023 | KBS2       | 신상출시 편스토랑                                     | 10월 20일~11월 3일 | 스페셜 MC | [ 88 ]     |

### 온라인 미디어
다음은 조유리가 출연 및 진행한 출연한 모바일·OTT 미디어 프로그램 일람이다.
| 연도 | 채널                  | 제목                          | 날짜                | 역할   | 비고     |
| ---- | --------------------- | ----------------------------- | ------------------- | ------ | -------- |
| 2020 | 스튜디오 와플(유튜브) | 예나는 동물탐정               | 9월 7일~11월 2일    | 게스트 | [ 89 ]   |
| 2021 | U+ 아이돌Live         | 혬챈율의 칫힝트립             | 10월 5일~10월 28일  | 진행   | [ 주 4 ] |
| 2021 | M2(유튜브)            | 팅글 인터뷰                   | 10월 13일~10월 20일 | 진행   |          |
| 2021 | it's Live(유튜브)     | Band Live Concert             | 10월 14일~10월 22일 | 뮤지션 |          |
| 2022 | U+ 아이돌Live         | 혬율비의 칫힝트립2            | 4월 27일~5월 20일   | 진행   | [ 주 5 ] |
| 2022 | HeyNews(유튜브)       | 안녕자네                      | 6월 5일             | 진행   |          |
| 2022 | it's Live(유튜브)     | Band Live Concert             | 6월 10일            | 뮤지션 |          |
| 2022 | it's Live(유튜브)     | the Fillin' Live              | 6월 17일            | 뮤지션 |          |
| 2022 | 비긴어게인(유튜브)    | 비긴어게인 오픈마이크         | 6월 20일~7월 18일   | 뮤지션 | [ 주 6 ] |
| 2022 | 디글(유튜브)          | 우린 제법 잘어울려요          | 7월 15일            | 진행   | [ 주 7 ] |
| 2022 | tvN                   | 각자의 본능대로 트위터 블루룸 | 8월 7일             | 진행   | [ 주 8 ] |
| 2022 | MBC kpop(유튜브)      | 천만 A-YO 콘서트              | 10월 14일           | MC     |          |
| 2022 | 네이버 나우           | #OUTNOW                       | 10월 24일           | 호스트 |          |
| 2022 | KODE(유튜브)          | 셀폰KODE                      | 10월 27일           | 진행   | [ 주 9 ] |
| 2022 | KBS Kpop(유튜브)      | 리무진서비스                  | 11월 1일            | 뮤지션 |          |
| 2023 | TVING                 | 웹툰싱어                      | 3월 24일            | 뮤지션 | [ 93 ]   |

### 라디오
다음은 조유리가 출연 및 진행한 라디오 프로그램 일람이다.
| 연도 | 방송사     | 제목                 | 날짜      | 역할    | 비고      |
| ---- | ---------- | -------------------- | --------- | ------- | --------- |
| 2021 | KBS 쿨FM   | STATION Z            | 10월 29일 | 일일 DJ | [ 주 11 ] |
| 2022 | MBC 표준FM | 아이돌 라디오 시즌 2 | 6월 27일  | 일일 DJ | [ 주 12 ] |
| 2022 | MBC 표준FM | 아이돌 라디오 시즌 3 | 11월 21일 | 일일 DJ |           |

## 콘서트 투어 목록
다음은 조유리가 참여한 콘서트, 쇼케이스 등 무대 공연 일람이다.
| 연도 | 명칭       | 일정              | 도시 | 국가     | 장소       | 비고   |
| ---- | ---------- | ----------------- | ---- | -------- | ---------- | ------ |
| 2025 | Episode 25 | 4월 26일~4월 27일 | 서울 | 대한민국 | 블루스퀘어 | [ 95 ] |

### 합동 콘서트
| 연도 | 명칭                         | 일정      | 도시         | 국가     | 장소                     | 비고    |
| ---- | ---------------------------- | --------- | ------------ | -------- | ------------------------ | ------- |
| 2021 | 2021 GEE ICT STAGE           | 11월 13일 | 고양         | 대한민국 | 킨텍스                   | [ 96 ]  |
| 2021 | 2021 Blooming Concert        | 12월 31일 | 서울         | 대한민국 | 서울식물원(유튜브)       | [ 97 ]  |
| 2022 | 2022 UNI-KON                 | 7월 3일   | 서울         | 대한민국 | SK올림픽핸드볼경기장     | [ 98 ]  |
| 2022 | Someday Festival 2022        | 9월 3일   | 서울         | 대한민국 | 난지한강공원             |         |
| 2022 | 2022 INK 콘서트              | 10월 1일  | 인천         | 대한민국 | 인천문학경기장           | [ 99 ]  |
| 2022 | 2022 서울뮤직페스티벌        | 10월 13일 | 서울         | 대한민국 | 노들섬                   | [ 100 ] |
| 2022 | KCON 2022 JAPAN              | 10월 16일 | 도쿄         | 일본     | 아리아케 아레나          | [ 101 ] |
| 2023 | 2023 울산서머페스티벌        | 8월 7일   | 울산         | 대한민국 | 울산종합운동장           | [ 102 ] |
| 2023 | K-Pop 슈퍼라이브             | 8월 11일  | 서울         | 대한민국 | 서울월드컵경기장         | [ 103 ] |
| 2023 | 2023 천안 K-컬처 박람회      | 8월 14일  | 천안         | 대한민국 | 독립기념관               | [ 104 ] |
| 2024 | 2024 서울 파크 뮤직 페스티벌 | 6월 30일  | 서울         | 대한민국 | 올림픽공원               | [ 105 ] |
| 2024 | KCON LA 2024                 | 7월 26일  | 로스앤젤레스 | 미국     | 로스앤젤레스 컨벤션 센터 | [ 106 ] |
| 2024 | KCON LA 2024                 | 7월 27일  | 로스앤젤레스 | 미국     | 크립토닷컴 아레나        | [ 106 ] |
| 2025 | KCON JAPAN 2025              | 5월 9일   | 지바         | 일본     | 마쿠하리 멧세            | [ 107 ] |

### 기타 행사
| 연도 | 명칭                               | 일정                | 도시             | 국가             | 장소                      | 비고      |
| ---- | ---------------------------------- | ------------------- | ---------------- | ---------------- | ------------------------- | --------- |
| 2021 | GLASSY(쇼케이스)                   | 10월 7일            | 온라인(유니버스) | 온라인(유니버스) | 온라인(유니버스)          | [ 108 ]   |
| 2022 | Op.22 Y-Waltz : in Major(쇼케이스) | 6월 2일             | 서울             | 대한민국         | 예스24라이브홀            | [ 109 ]   |
| 2022 | Op.22 Y-Waltz : in Minor(쇼케이스) | 10월 24일           | 서울             | 대한민국         | 디뮤지엄                  | [ 110 ]   |
| 2022 | Op.22 Y-Waltz(팬미팅)              | 11월 12일~11월 13일 | 서울             | 대한민국         | 블루스퀘어                | [ 44 ]    |
| 2022 | Mnet Japan Winter Party(팬미팅)    | 12월 22일           | 도쿄             | 일본             | 스텔라 볼                 | [ 45 ]    |
| 2022 | 이무진 전국투어 콘서트 '별책부록'  | 12월 24일           | 고양             | 대한민국         | 킨텍스                    | [ 주 14 ] |
| 2023 | 2023 석림태울제                    | 5월 18일            | 대전             | 대한민국         | 한국과학기술원            | [ 112 ]   |
| 2023 | 경희대학교 봄 대동제 : 희대의 환희 | 5월 25일            | 서울             | 대한민국         | 경희대학교 서울캠퍼스     | [ 113 ]   |
| 2024 | 덕성여자대학교 근화제              | 5월 24일            | 서울             | 대한민국         | 덕성여자대학교            |           |
| 2024 | 조선대학교 그라시아                | 5월 28일            | 광주             | 대한민국         | 조선대학교                | [ 114 ]   |
| 2024 | 안산대학교 석학제                  | 9월 27일            | 안산             | 대한민국         | 안산대학교                |           |
| 2024 | 경상국립대학교 개척대동제 : PIESTA | 10월 17일           | 진주             | 대한민국         | 경상국립대학교 가좌캠퍼스 | [ 115 ]   |
| 2024 | 충남대학교 축제 : ACCESSIO(비상)   | 10월 29일           | 대전             | 대한민국         | 충남대학교 대덕캠퍼스     | [ 116 ]   |

## 출연 화보 목록
| 연도 | 매체         | 호     | 공동                                        | 비고    |
| ---- | ------------ | ------ | ------------------------------------------- | ------- |
| 2019 | mini         | 4월    | 미야와키 사쿠라 강혜원 김민주 안유진 장원영 |         |
| 2020 | 마리끌레르   | 5월    | 권은비 김채원 장원영                        | [ 9 ]   |
| 2020 | 퍼스트룩     | 195    | 김민주 야부키 나코 혼다 히토미              | [ 117 ] |
| 2020 | 보그         | 11월   | 김채원 김민주 장원영                        |         |
| 2021 | 싱글즈       | 2월    | 미야와키 사쿠라 김채원 야부키 나코          |         |
| 2021 | 엘르         | 8월    | 강혜원                                      | [ 118 ] |
| 2021 | 퍼스트룩     | 226    | (단독 모델)                                 | [ 119 ] |
| 2021 | DAZED        | Winter | (단독 모델)                                 | [ 120 ] |
| 2021 | 싱글즈       | 12월   | (단독 모델)                                 | [ 121 ] |
| 2022 | 퍼스트룩     | 242    | (단독 모델)                                 | [ 10 ]  |
| 2022 | 아이즈매거진 | ―      | (단독 모델)                                 | [ 110 ] |
| 2023 | DAZED        | 8.5    | (단독 모델)                                 | [ 122 ] |
| 2023 | MEN NOBLE    | 9월    | (단독 모델)                                 | [ 123 ] |
| 2025 | W            | 2      | (단독 모델)                                 | [ 124 ] |

## 수상 및 후보 목록
| 연도 | 국가     | 회차   | 시상식                  | 부문                        | 결과 | 비고    |
| ---- | -------- | ------ | ----------------------- | --------------------------- | ---- | ------- |
| 2021 | 일본     | 제6회  | 아시아 아티스트 어워즈  | 가수 부문 인기상(여성 솔로) | 후보 | [ 125 ] |
| 2021 | 대한민국 | 제23회 | 엠넷 아시안 뮤직 어워드 | 여자 신인상                 | 후보 | [ 126 ] |
| 2021 | 대한민국 | 제23회 | 엠넷 아시안 뮤직 어워드 | 올해의 가수                 | 후보 | [ 127 ] |
| 2022 | 대한민국 | 제36회 | 골든 디스크             | 신인상                      | 후보 | [ 128 ] |
| 2022 | 대한민국 | 제31회 | 하이원 서울가요대상     | 신인상                      | 후보 | [ 129 ] |
| 2022 | 대한민국 | 제31회 | 하이원 서울가요대상     | 인기상                      | 후보 | [ 129 ] |
| 2022 | 대한민국 | 제31회 | 하이원 서울가요대상     | 한류특별상                  | 후보 | [ 129 ] |
| 2024 | 태국     | 제9회  | 아시아 아티스트 어워즈  | 베스트 초이스상(배우)       | 수상 | [ 58 ]  |
| 2024 | 태국     | 제9회  | 아시아 아티스트 어워즈  | 이모티브상(배우)            | 수상 | [ 58 ]  |

### 기타 시상식
| 연도 | 국가     | 회차   | 시상식                          | 부문               | 결과 | 비고    |
| ---- | -------- | ------ | ------------------------------- | ------------------ | ---- | ------- |
| 2022 | 일본     | ―      | Mnet Japan Fan's Choice Awards  | 핫 아이콘          | 수상 | [ 130 ] |
| 2022 | 대한민국 | 제20회 | 2023 대한민국 퍼스트브랜드 대상 | 연기돌(여성)       | 수상 | [ 131 ] |
| 2025 | 대한민국 | 제1회  | 디 어워즈                       | 디 어워즈 임팩트상 | 수상 |         |
| 2025 | 일본     | 제2회  | 아시아 스타 엔터테이너 어워즈   | 신인상(배우)       | 수상 | [ 132 ] |

### 가요 프로그램 1위
| 연도            | 수상 내역 (총 2회)                                                        |
| --------------- | ------------------------------------------------------------------------- |
| 2022년 (총 1회) | - 러브 쉿! (Love Shhh!) (총 1회) - 6월 7일 SBS MTV 《더 쇼》 더 쇼 초이스 |
| 2023년 (총 1회) | - TAXI (총 1회) - 8월 15일 SBS MTV 《더 쇼》 더 쇼 초이스                 |

### 내용주
1. ↑  'My Love' 단독 공연
2. ↑  'Imagine' 가창[79]
3. ↑  일일 게스트 등 일회성 출연은 일람에서 제외하였다.
4. ↑   강혜원, 이채연 공동 진행[90]
5. ↑  권은비, 강혜원 공동 진행
6. ↑  KATIE, 김종완, 김필 공동 출연
7. ↑  나나 공동 진행[91]
8. ↑  이대휘 공동 진행[92]
9. ↑  권진아 공동 진행
10. ↑  일일 게스트 등 단발성 출연은 일람에서 제외하였다.
11. ↑  권은비 공동 진행
12. ↑   최예나 공동 진행[94]
13. ↑  일반적인 방송사에서 진행하는 무대 공연은 일람에서 제외하였다.
14. ↑  게스트 출연[111]

### 참조주
1. ↑  “[2018 MAMA]明星倒計時D-9之#IZONE#”. 웨이보. 2018년 12월 15일에 원본 문서에서 보존된 문서.
2. ↑  “아이즈원 조유리, 솔로활동 시작…이석훈과 듀엣곡”. 《연합뉴스》. 2021년 9월 16일.
3. 1 2  김정진 (2022년 4월 11일). “유영재·조유리, 예술고 배경 드라마 '미미쿠스' 주연”. 《연합뉴스》.
4. ↑  “아이즈원 조유리-최예나-김채원, ‘환상동화’ 활동 조유리즈 구분법”. 《엑스포츠뉴스》. 2020년 6월 25일.
5. ↑  “조유리, 10월 7일 솔로 컴백...‘글래시’ 콘셉트 포스터 공개”. 《스타투데이》 (서울: 매일경제). 2021년 9월 24일.
6. ↑  “조유리, 웹드 ‘미미쿠스’ 아이돌 역으로 연기겸업 도전”. 《스포츠경향》. 2022년 7월 25일.
7. ↑  “주원·조유리·NCT WISH… AAA 2024 참석”. 《JTBC》. 2024년 10월 31일.
8. ↑  이영실 (2019년 5월 4일). “조유리 부산 출신 “사투리 고쳐야겠다” 이유는?”. 《국제신문》 (부산).
9. 1 2  마리끌레르 코리아 (2020년 5월). “아이즈원의 우아한 오후”. 《Marie Claire KOREA》. 서울: 엠씨케이퍼블리싱.
10. 1 2  강보라 (2022년 7월 26일). “조유리, 퍼스트룩 화보 "가수→배우 활동? 고교때 연극부 활동"”. 《싱글리스트》 (서울).
11. ↑  박재영 (2017년 7월 21일). “‘아이돌학교’ 조유리 최유정 닮은꼴? 둘 다 귀요미! 1위 발표 ‘송하영’ 차지”. 《서울경제》 (서울).
12. ↑  “스톤뮤직 조유리, 아이오아이 최유정과 똑닮은 미모…‘데뷔 가능할까’”. 《톱스타뉴스》 (서울). 2018년 7월 9일.
13. ↑  양진영 (2019년 11월 13일). “김소희·이해인·우진영…논란의 '프듀' 탈락 후 재데뷔까지”. 《뉴스핌》 (서울).
14. ↑  유대길 (2018년 8월 15일). “'즐거운 출근길PRODUCE' 스톤뮤직 이시안, 장규리, 조유리 (프로듀스 48 출근길)”. 《아주경제》.
15. ↑  한수지 (2018년 7월 21일). “스톤뮤직 조유리, ‘에너제틱’ 센터 다운 무대 매너…‘돋보이는 미모’”. 《톱스타뉴스》.
16. ↑  박소영 (2018년 8월 31일). “'프로듀스 48' 장원영·사쿠라에 이채연까지..12人 반전의 최종순위[종합]”. OSEN. 2018년 9월 1일에 확인함.
17. 1 2  구민지 (2020년 9월 22일). “조유리, 22일 'My Love' 발표…"메인보컬의 데뷔 첫 OST"”. 《디스패치》 (서울).
18. ↑  신영은 (2018년 11월 18일). “블랙핑크 제니, 11월 걸그룹 개인 브랜드평판 1위…2위 트와이스 지효·3위 아이즈원 장원영”. 《매일경제》 (서울).
19. ↑  우빈 (2019년 11월 4일). “아이즈원, '블룸아이즈' 음원 하이라이트 공개…멤버들 작곡작사 눈길”. 《한국경제》 (서울).
20. ↑  아이즈원 (2020년 2월 17일). 《BLOOM*IZ》 (음반). 지니뮤직·스톤뮤직 엔터테인먼트. 멤버 조유리가 작사, 작곡에 참여한 발라드 곡으로 (중략) 이 곡은 ‘조유리즈'라고 불리는 최예나, 김채원, 조유리 3인의 목소리로 완성한 곡이라 더욱 의미가 깊으며 3인의 진정성 있는 목소리가 힘과 용기를 북돋워주는 가사와 어우러져 감동을 더하고 있다.
21. ↑  백아영 (2020년 5월 24일). “‘복면가왕’ ‘아내의 유혹’은 아이즈원 조유리 “연습생 때부터 나오고 싶었다””. 《iMBC》 (서울).
22. ↑  이동헌 (2021년 2월 14일). “소유·아이즈원, 'ZERO:ATTITUDE' 콘셉트 포토 공개…'비현실적 비주얼'”. 《뉴스웍스》 (서울).
23. ↑  윤기백 (2021년 3월 10일). “아이즈원, 결국 해체 [공식]”. 《이데일리》. 2021년 6월 3일에 확인함.
24. ↑  정희연 (2021년 9월 24일). “조유리, 10월 7일 솔로 데뷔 확정 [공식]”. 《스포츠동아》 (서울).
25. ↑  서예진 (2021년 6월 24일). “조유리, '월간 집' 두 번째 OST 'STORY OF US' 오늘(24일) 발매”. 《텐아시아》 (서울: 코리아엔터테인먼트미디어).
26. ↑  정한별 (2021년 8월 30일). “아이즈원 출신 조유리, 공식 유튜브·SNS 오픈…팬들과 본격 소통”. 《한국일보》 (서울).
27. ↑  오서린 (2021년 8월 31일). “아이즈원(IZ*ONE) 출신 최예나-조유리, 웹예능서 다시 뭉친다…‘예나는 동물탐정’ 측 “녹화 완료” (공식)”. 《톱스타뉴스》 (서울: 소셜미디어네트웍스).
28. ↑  서예진 (2021년 9월 21일). “[공식] 조유리, 오늘(23일) 신곡 '가을 상자' 음원 발매…(with 이석훈)”. 《텐아시아》.
29. ↑  정희림 (2021년 9월 24일). “조유리, 이석훈의 역대급 가을 발라드, '가을 상자'”. 《스타인뉴스》 (서울: 단비코퍼레이션).
30. ↑  김나율 (2021년 10월 6일). “조유리, 아이즈원 이후 솔로로 2막 시작..'GLASSY' 기대 포인트 셋”. 《헤럴드POP》.
31. ↑  조혜진 (2022년 9월 7일). “조유리, 'GLASSY' 1기 가입 오픈…솔로 데뷔 후 처음”. 《엑스포츠뉴스》.
32. ↑  박세연 (2021년 10월 4일). “조유리, 솔로도 통했다...초동 7만5천잗 장”. 《스타투데이》.
33. ↑  정빛나 (2021년 11월 10일). “내일 부산서 유엔참전용사 추모식…1분간 유엔묘지 향해 묵념(종합)”. 《연합뉴스》.
34. ↑  박창기 (2021년 12월 12일). “아이즈원 조유리, ‘부케챌린지’ 참여…“꽃으로 마음을 선물하세요””. 《텐아시아》.
35. ↑  곽명동 (2022년 3월 28일). “플레이리스트, 드라마 ‘소년비행’ ‘약한영웅’ ‘미미쿠스’ 등 주요 콘텐츠 라인업 발표”. 《마이데일리》.
36. ↑  윤기백 (2022년 5월 17일). “조유리, 6월 '왈츠'로 컴백”. 《이데일리》.
37. ↑  조유리 (2022년 5월 20일). 《Op.22 Y-Waltz : in Major》 (음반). 서울: 웨이크원 엔터테인먼트·지니뮤직. 2021년 “GLASSY” 이후 8개월 만에 돌아온 조유리가 〈조유리 2022 무곡집〉 시리즈로 돌아왔다. 그 오프닝을 알리는 첫 번째 미니 앨범 “Op.22 Y-Waltz : in Major”는 평범한 일상의 해프닝들을 대하는 유연한 자세를 왈츠로 표현했다.
38. ↑  박준형 (2022년 6월 7일). “(사진)조유리,'감격스러운 더쇼 1위'”. 《OSEN》.
39. ↑  이은미 (2022년 6월 9일). “우아! 나나, 조유리와 '배성재의 텐' 출격…'나나운서' 개인기 매력 폭발”. 《데일리한국스포츠》 (서울).
40. ↑  장인영 (2022년 8월 11일). “조유리, 유니버스와 협업…오늘 '모를 수도 있지만' 발매”. 《뉴시스》.
41. ↑  전효진 (2022년 9월 13일). “조유리, 오늘(13일) 이승기·이세영 ‘법대로 사랑하라’ OST 공개”. 《스포츠동아》.
42. ↑  전재경 (2022년 10월 10일). “조유리, 24일 컴백…'러버블'”. 《뉴시스》.
43. ↑  정진아 (2022년 10월 20일). “조유리, 첫 단독 팬미팅 티켓 예매 오늘 오픈”. 《뉴시스》.
44. 1 2  유정민 (2022년 10월 7일). “조유리, 첫 단독 팬미팅 개최…올라운더 열일 행보 '기대 UP'”. 《iMBC》 (서울: 아이엠비씨).
45. 1 2  황혜진 (2022년 12월 23일). “조유리 “日 첫 단독 팬미팅, 너무 설레고 행복””. 《뉴스엔》.
46. ↑  “'더 패뷸러스', OST로 리스너 사로잡는다…AB6IX → 조유리까지 총출동”. 《컨슈머타임스》 (서울). 2022년 10월 28일.
47. ↑  유정민 (2023년 1월 5일). “조유리, '술꾼도시여자들2' OST 'Drink it, Girls! (적셔!)' 가창”. 《iMBC》.
48. ↑  “채수빈·조유리, 립톤 캠페인 '옐로 서클' 오늘 발매”. 《뉴시스》. 2023년 5월 24일.
49. ↑  “조유리, '이생도' OST 세 번째 주자…설렘지수↑”. 《뉴시스》. 2023년 6월 30일.
50. ↑  “오겜2, 박규영·조유리·이진욱·최승현 등 ‘새 얼굴’ 확정”. 《매일경제》. 2023년 6월 29일.
51. ↑  “조유리 ‘LOVE ALL’ 오늘 6PM”. 《스포츠경향》. 2023년 8월 9일.
52. ↑  “조유리, 신곡 ‘택시’로 컴백 후 음악방송 첫 1위”. 《매일경제》. 2023년 8월 16일.
53. ↑  “조유리-성한빈이 부른 ‘소용없어 거짓말’ OST”. 《스포츠경향》. 2023년 8월 29일.
54. ↑  “8월 공개 애니메이션 ‘여신강림’, 아이즈원 조유리 참여 오프닝 타이틀곡 ‘My Highlight’ 선공개”. 《스포츠경향》. 2024년 7월 25일.
55. ↑  “조유리, '정년이' OST 세 번째 주자..백설희 '봄날은 간다' 재편곡”. 《스타뉴스》 (서울). 2024년 10월 25일.
56. ↑  “'오징어 게임2' 조유리, 정호연 계보 이을까”. 《한국일보》. 2025년 1월 17일.
57. ↑  “박성훈·이서환·조유리 누가 가장 뜰까…‘오징어 게임2’ 모두가 주목한 얼굴”. 《일요신문》 (서울). 2025년 1월 3일.
58. 1 2  “배우·뮤지션 넘나드는 조유리, 'AAA 2024' 2관왕 쾌거”. 《뉴스1》. 2024년 12월 28일.
59. ↑  “조유리, 싱그러움의 정수...‘Episode 25’로 여름 감성 저격”. 《MBN스타》. 2025년 7월 27일.
60. ↑  한정원 (2019년 2월 24일). “도영X조유리X이승협X민니, '복면가왕 아이돌특집'에 찰떡인 아이돌 [엑's 기획]”. 《엑스포츠뉴스》 (서울: NAVER뉴스).
61. ↑  정하은 (2021년 10월 7일). “조유리, 아이즈원 메인보컬→솔로 아티스트로 첫발”. 《스포츠서울》.
62. ↑  정연경 (2018년 10월). “COLOR*IZ IZM 평가”. 《IZM》. 2021년 11월 11일에 원본 문서에서 보존된 문서. 2021년 11월 11일에 확인함.
63. ↑  임선희 (2021년 10월). “GLASSY IZM 평가”.[깨진 링크(과거 내용 찾기)]
64. ↑  정희연 (2020년 5월 24일). “‘복면가왕’ 아내의 유혹=아이즈원 조유리…방패 가왕전 진출”. 《스포츠동아》.
65. ↑  윤상근 (2021년 10월 19일). “조유리 "음역대 넓다..아이즈원 '라비앙로즈' 저음 코러스 담당"”. 《스타뉴스》.
66. ↑  이용선 (2020년 5월 25일). “'복면가왕' 아이즈원 조유리, "윤상-유영석 선배님 칭찬에 감사 ... 노래 불러야 할 이유 생겼다"”. 《아트코리아방송》 (서울).
67. ↑  정한별 (2020년 3월 12일). “'쇼챔피언' 아이즈원 조유리 "써드아이 유지와 친해지고파"”. 《한국일보》 (서울).
68. ↑  이승훈 (2022년 6월 2일). “"백예린처럼"..조유리, 多장르 소화 가능한 목소리로 '올라운더' 정조준(종합)”. 《OSEN》.
69. ↑  박세연 (2021년 10월 7일). “조유리 "아이즈원 활동, 값진 경험·좋은 기억"”. 《스타투데이》 (서울: 매일경제).
70. ↑  정희연 (2021년 9월 28일). “조유리 “아이즈원 행복했다…귀중한 시간” [화보]”. 《동아닷컴》.
71. ↑  올리브영. “colorgram Rosy Tone Up Cream” (영어). 서울.
72. ↑  “조유리, 싸이월드×아티스트 컬래버 첫 주인공 선정”. 《뉴시스》. 2022년 5월 19일.
73. ↑  “로지텍 G, 가수 조유리와 ‘오로라 컬렉션’ 브랜드 컬래버 진행”. 《디스이즈게임》 (서울). 2022년 8월 16일.
74. ↑  “교보문고 '창작의날씨' 서치-라이트 공모전 개최...웹소설 저변 확대”. 《싱글리스트》 (서울). 2022년 11월 17일.
75. ↑  “넥슨 서든어택, 가수 츄·조유리 캐릭터 추가”. 《지다넷코리아》. 2022년 12월 29일.
76. ↑  “채수빈X조유리, 비주얼 케미 美쳤다”. 《스포츠경향》. 2023년 4월 26일.
77. ↑  국가보훈처 (2021년 11월 2일). “가수 조유리(JO YURI) - 11월 11일 11시, 1분간 부산을 향해 묵념해주세요”. 유튜브.
78. ↑  “조유리 기부, 아동 및 청소년 위해 디뮤지엄 전시 티켓 전달”. 《MBN》. 2022년 11월 15일.
79. ↑  김한빈 (2021년 11월 11일). “조유리, 유엔참전용사 후손들과 함께 Imagine 열창”. 《열린뉴스통신》 (서울).
80. ↑  황지영 (2022년 6월 4일). “'음악중심' 조유리 "찐친 민주와 재밌게 놀다가겠다"”. 《일간스포츠》 (서울).
81. ↑  김나율 (2022년 8월 2일). “'600년의 길이 열리다' 백지영·김소현→조유리, 2차 라인업 공개”. 《헤럴드POP》.
82. ↑  문수지 (2022년 8월 30일). “NCT→아이브, 올해의 체육돌은?…추석특집 '2022 아육대' 9월 9일 방송”. 《아이뉴스24》.
83. ↑  장지윤 (2022년 11월 12일). “'뮤직 유니버스 K-909', 다듀 22년 함께 활동한 비결은?”. 《뉴시스》.
84. ↑  “조유리, 日 첫 단독 팬미팅 ‘엠넷 재팬 윈터 파티’ 성료”. 《YTN》. 2022년 12월 23일.
85. ↑  “조유리, 日 인기 열풍→Mnet Japan ‘조유리 특집’ 방송”. 《스포츠동아》. 2023년 1월 20일.
86. ↑  “최예나·조유리. '걸스 나잇 아웃' 아이즈원 찐친 게스트 출격”. 《싱글리스트》. 2023년 5월 29일.
87. ↑  “'한블리' 부부싸움에 고속도로 한복판 정차...끔찍한 그날의 진실”. 《국제뉴스》 (서울). 2023년 9월 14일.
88. ↑  “진서연 "만삭때 78kg, 40일만에 28kg 감량"..맛있고 살안찌는 '다이어트 식단' 공개”. 《OSEN》. 2023년 10월 20일.
89. ↑  곽현수 (2021년 8월 31일). “[단독] 조유리, 최예나 진행 ‘예나는 동물탐정’ 출연…아이즈원 의리”. 《YTN》 (서울: (주)와이티엔).
90. ↑  문미류 (2021년 9월 29일). “‘아돌라여행사’ 강혜원·이채연·조유리 힐링 경주 여행...'여전한 케미'”. 《스타투데이》 (서울: 매일경제).
91. ↑  김주희 (2022년 7월 18일). “조유리 "얘랑 뭘 하면 웃음이 나온다"…누구?”. 《뉴시스》.
92. ↑  오지원 (2022년 8월 7일). “"우정이냐, 사랑이냐"…'각본능' 찐친끼리 연애 리얼리티, 미묘한 긴장감 포착”. 《YTN》.
93. ↑  “'웹툰싱어' 조유리, 호소력 짙은 목소리…‘아홉수 우리들’ 이별 장면 소환”. 《비즈엔터》 (서울). 2023년 3월 25일.
94. ↑  연휘선 (2022년 6월 17일). “최예나, '아이돌라디오 시즌2' 임시 MC 발탁...27일 조유리 만난다”. 《OSEN》 (서울).
95. ↑  “조유리, 풋풋·청량 'Episode 25'”. 《OSEN》. 2025년 3월 7일.
96. ↑  맹선미 (2021년 11월 5일). “조유리ㆍ라잇썸ㆍ펜타곤, '2021 GEE' ICT 스테이지 출연”. 《뉴스엔터》.
97. ↑  백승훈 (2021년 12월 31일). “조유리→윤하, '2021 블루밍 콘서트 #부케챌린지' 공연”. 《iMBC》 (서울).
98. ↑  이성우 (2022년 6월 16일). “다시 돌아온 엔씨 유니버스 '유니콘'...오프라인에서 아이브·조유리·예나 만난다”. 《테크엠》 (서울).
99. ↑  강종구 (2022년 9월 6일). “K팝 대표축제 INK콘서트 10월 인천 개최”. 《연합뉴스》.
100. ↑  조현아 (2022년 9월 27일). “음악 흐르는 노들섬…'서울뮤직페스티벌' 3년만에 개최”. 《뉴시스》.
101. ↑  KCON Japan (2022년 8월 25일). “Revealing KCON 2022 JAPAN's 1st LINEUP artists!”. 《트위터》 (일본어).
102. ↑  “아이브→NCT 태용 '2023 울산서머페스티벌' 8월 5일부터 개최”. 《iMBC》. 2023년 7월 13일.
103. ↑  “잼버리 K팝 콘서트 뉴진스·있지 등 18개팀 출연…BTS는 빠져”. 《한겨례》. 2023년 8월 9일.
104. ↑  “오늘부터 광복절까지 독립기념관 가면 다양한 K-컬처 향연 만끽”. 《세계일보》 (서울). 2023년 8월 12일.
105. ↑  “김준수·잔나비·십센치, ‘2024 서울파크뮤직페스티벌’ 최종 라인업 공개”. 《한강타임즈》 (서울). 2024년 5월 8일.
106. ↑  “지코, god, 제베원→전소미, 비비, 조유리...'KCON LA 2024' 라인업 공개”. 《문화일보》. 2024년 6월 7일.
107. ↑  “조유리, KCON JAPAN 2025 출격 "3년 만의 日 무대"”. 《iMBC연예》. 2025년 5월 8일.
108. ↑  공미나 (2021년 9월 29일). “조유리 'GLASSY' 쇼케이스, 유니버스에서 본다 '독점 생중계'”. 《스타뉴스》.
109. ↑  김예나 (2022년 6월 2일). “조유리 "강렬한 모습 보여주고 싶어…'올라운더'가 목표"”. 《연합뉴스》.
110. 1 2  손봉석 (2022년 10월 19일). “조유리, 매거진X미술관X‘#아웃나우’…아주 특별한 컬래버 컴백 프로젝트”. 《스포츠경향》.
111. ↑  임언영 (2022년 12월 25일). “이무진, 크리스마스 이브 달군 일산 콘서트 어땠나?”. 《여성조선》.
112. ↑  “'와이낫크루2' 박현규X조유리, 카이스트 학생들 매료시킨 감성 콜라보”. 《SBS연예뉴스》. 2023년 6월 15일.
113. ↑  “경희대 서울캠퍼스. 24~26일 봄 대동제”. 《대학저널》 (서울). 2023년 5월 23일.
114. ↑  “조선대 '뉴진스·싸이' 뜬다···5월 대동제 개막”. 《무등일보》 (광주). 2024년 5월 27일.
115. ↑  “경상국립대 총학생회 2024년 개척대동제 개최”. 《경남도민일보》 (진주). 2024년 10월 15일.
116. ↑  “충남대 축제 가수 라인업은?... 에스파 · 투어스 등 출격”. 《금강일보》 (대전). 2024년 10월 28일.
117. ↑  홍성훈 (2020년 5월 11일). “[화보] 아이즈원 김민주-야부키 나코-혼다 히토미-조유리, 성년의 날 맞은 매력의 화보 공개”. 《내외뉴스통신》.
118. ↑  엘르 코리아 (2021년 7월 23일). “모여라, 찐친즈! 내 친구들을 소개합니다”. 《EllE KOREA》. 서울: 허스트중앙.
119. ↑  조연이 (2021년 9월 28일). “‘10월 7일 컴백’ 조유리, 퍼스트룩 화보 공개…힙↔시크 오가는 유니크 매력”. 《RNX뉴스》 (서울: 더알엔엑스엔터테인먼트).
120. ↑  정유록; 안두현 (2021년 11월 10일). “유리야, 가장 투명한 유리야. 맑고 빛나게 노래해줘. 세상을 아름답게 투영할 수 있게.”. 《DAZED KOREA》. 서울.
121. ↑  이다원 (2021년 11월 29일). “[화보] 올 겨울엔, 조유리”. 《스포츠경향》.
122. ↑  “조유리 "좋은 노래·대본, 망치고 싶지 않아…힘들어도 행복"”. 《마이데일리》 (서울). 2023년 8월 8일.
123. ↑  박찬 (2023년 8월 29일). “뜨겁고 찬란한 지금. 조유리”. 《MEN NOBLE》. 서울.
124. ↑  “'오징어 게임2' 조유리 파격변신…전기톱 들고 222”. 《뉴시스》. 2025년 1월 23일.
125. ↑  RET. “ASIA ARTIST AWARDS 인기 투표”. 2021년 10월 17일에 원본 문서에서 보존된 문서. 2021년 11월 3일에 확인함.
126. ↑  MAMA(엠넷아시안뮤직어워즈) (2021년 11월 3일). “2021 MAMA Best New Female Artist Nominee - 조유리”. 트위터.
127. ↑  CJ ENM. “2021 MAMA NOMINEES”. 2021년 11월 4일에 원본 문서에서 보존된 문서. 2021년 11월 4일에 확인함.
128. ↑  JTBC. “제36회 골든디스크어워즈 후보자_신인상 부문”.
129. ↑  “서울가요대상 투표”. 2021년 12월 3일에 원본 문서에서 보존된 문서. 2021년 12월 14일에 확인함.
130. ↑  “‘핫 아이콘’ 조유리, 日에서도 통했다”. 《스포츠경향》. 2022년 12월 20일.
131. ↑  “조유리, 2023 대한민국 퍼스트브랜드 대상 ‘연기돌 부문’ 수상”. 《뉴스토마토》 (서울).
132. ↑  “팬지지 변우석-김혜윤-임영웅-플레이브→대상 에스파-아이들-엔하이픈, 'ASEA 2025' 품격 더했다”. 《뉴스컬처》 (서울). 2025년 5월 31일.